# Блиновская, Елена Олеговна
Еле́на Оле́говна Блино́вская (при рождении Оста́нина; род. 25 августа 1981, Опарино, Кировская область, РСФСР, СССР) — российский блогер, предприниматель и телеведущая.
Российские СМИ назвали Блиновскую главной «инфоцыганкой» страны. С апреля 2023 года проходит обвиняемой по уголовным делам о неуплате налогов и отмывании денежных средств. С января 2024 года находится в СИЗО. Арбитражный суд Москвы 13 ноября 2024 года признал Блиновскую банкротом и открыл процедуру реализации её имущества. 3 марта 2025 года решением Савеловского суда города Москвы приговорена к 5 годам лишения свободы. 

## Биография
Елена Останина родилась 25 августа 1981 года в посёлке Опарино в семье водителя и бухгалтера. Есть младший брат Александр. В детстве с семьёй переехала в Ярославль, где отец начал ветеринарный бизнес и открыл ветеринарную службу с выездом на дом (позже переехал в Москву). Окончила Ярославский государственный университет имени П. Г. Демидова.
В 2016 году Блиновская выиграла конкурс «Миссис Россия International», в котором принимали участие замужние женщины из всей России. Этот титул она разделила с другой участницей, Нунэ Кобяцкой из Ростовской области. На тот момент Блиновская была телеведущей, соучредителем ветеринарной клиники и торговой марки.
Долгое время Блиновская с мужем и детьми жила в Ярославле, в 2018 году они переехали в Москву. В одном из интервью она заявила, что учится психологии «все десять лет» в разных учреждениях, в том числе в некоем Московском гештальт-институте.
В 2021 году бюджет празднования 40-летнего юбилея Блиновской составил более 120 млн рублей. Празднование дня рождения с таким размахом вызвало общественный резонанс и получило награду «Событие года». В мероприятии принимали участие Филипп Киркоров, Светлана Лобода, группа «Звери», рэпер Jah Khalib, певица Нюша и другие знаменитости. Ведущими были Иван Ургант и Ксения Собчак.
Forbes оценивал выручку Блиновской за 2020 год в 330 миллионов рублей, прибыль — в 200 миллионов.
4 года работала в рекламном агентстве «Дрим». Затем открыла салон «Свадебный переполох». Некоторое время работала в компании отца. В дальнейшем вела различные курсы по психологии. За шесть лет их существования их прошли около 150 тысяч человек. В январе 2020 года вышел фильм «Марафон желаний», в создании которого поучаствовала Блиновская. По данным на апрель 2023 года, у аккаунта Блиновской в «Инстаграме» было более 5 млн подписчиков.
В 2022 году вышло интервью с Ксенией Собчак. Блиновская хамила, оскорбляла и неуважительно относилась к блогерше, обещала плюнуть в лицо Собчак за её вопросы. Позже Собчак выступила в защиту Блиновской.
В феврале 2022 года Замоскворецкий суд Москвы должен был рассмотреть иск продавца наручных часов Алексея Потехина к Елене Блиновской. Потехин утверждал, что Блиновская купила у него мужские часы Audemars Piguet модели Royal Oak Offshore ценой около 2 миллионов рублей, при этом уплатив ему лишь 100 тысяч в качестве залога. Потехин намеривался отсудить у Блиновской оставшуюся сумму. Блиновская назвала заявления продавца мужских часов враньём.
В 2022 году стала ведущей шоу «Дом исполнения желаний с Еленой Блиновской» на телеканале ТВ-3.

## Скандалы

### «Марафон желаний»
Елене Блиновской и её марафонам был посвящён ряд материалов разоблачительного характера. Блиновская готовила к запуску курс, который, по её словам, поможет парам, которые не могут зачать ребёнка, она обещала каждому осуществить желание — получить недвижимость, забеременеть, излечиться от рака.
Российский экологический оператор неоднократно призывал к отказу от запуска воздушных шариков участников так называемого «Марафона желаний» Блиновской, утверждая, что в случае непрекращения марафона в окружающей среде окажется 7,5 тонн неперерабатываемых отходов. Сами участницы марафона обвиняли Блиновскую в том, что в её сообщениях «много воды» и минимум обратной связи после выполнения определённых заданий в рамках марафона, обвиняя её в инфоцыганстве. Пользователей, которые оставляли в соцсетях негативный отзыв, отправляли в чёрный список. Научный сотрудник Психологического института РАО и специалист сервиса по подбору психологов Alter Алёна Голзицкая утверждала, что так называемые «тренинги» Блиновской сильно отличаются от консультаций профессиональных психологов.
В 2022 году Аглая Тарасова пожалела об участии в фильме «Марафон желаний». В интервью Фёдору Бондарчуку она отметила, что не знала о его связи с Еленой Блиновской:
Я понятия не имела, кто такая Елена Блиновская. Меня просто пригласили на пробы, я их прошла, мы сняли картину. Только перед выходом фильма Елена Блиновская написала, что её мечта сбылась, и про неё сняли фильм. У меня началась истерика. Я стала звонить продюсерам, спрашивать, что происходит. Мне ответили, что она просто была в числе продюсеров, дала какое-то количество денег и снялась в маленьком эпизоде".

### «Марафон Дружба»
Начиная с 25 февраля 2022 года Блиновскую неоднократно обвиняли в попытке заработать средства на теме российского вторжения на Украину в рамках проводящегося ей так называемого «марафона Дружба». В соцсетях появлялись сообщения о том, что «марафон» Блиновской направлен на скорейшее прекращение войны (пользователи обязывались загадывать желание), а среди материалов «марафона» упоминались научные публикации 1988 года о ливано-израильской войне и способах борьбы против вызванного военными действиями стресса. Плата за участие составляла 15 тысяч рублей с пользователя.
27 февраля 2022 года Блиновская публично заявила, что не продвигала подобных целей в рамках «марафона Дружба». По её словам, поводом для публикаций стала информация от женщины, которая оплатила участие в «марафоне» задолго до войны: участница также сказала, что «марафон» — «лучшее, о чём можно думать во время войны».

### Уголовное дело о неуплате налогов (с 2023 года)
22 марта 2023 года телеграм-канал SHOT сообщил, что в отношении Блиновской полиция начала проверку по факту возможного уклонения от уплаты налогов. В тот же день сама Блиновская заявила, что к ней приходили несколько раз представители прокуратуры, однако после ознакомления с документами никаких обвинений не предъявили.
26 апреля 2023 года Следственный комитет РФ возбудил уголовное дело в отношении Блиновской по обвинениям в уклонении от уплаты налогов (часть 2 статьи 198 УК РФ) и отмывании денежных средств (пункт «б» части 4 статьи 174.1 УК РФ). 27 апреля Блиновская была задержана на пограничном пункте в Смоленской области при попытке пересечь границу РФ: при обыске у неё был изъят авиабилет в Ташкент. По версии следствия, Елена Блиновская, используя схему «дробления» бизнеса, занизила полученные доходы и не уплатила налоги за период 2019—2021 годов на сумму 918 миллионов рублей — НДС и налог на доходы физических лиц.
На допросе Блиновская признала свою вину и, как сообщал «КоммерсантЪ» 27 апреля, добровольно перечислила налоговый платёж, однако 14 мая глава Следственного комитета Александр Бастрыкин заявил, что Блиновская погасила только небольшую часть задолженности в размере 10 млн рублей.
В июле 2023 года Пресненский районный суд города Москвы сообщил об аресте 50 банковских счетов, до 100 миллионов рублей в различных валютах, 21 объекта недвижимости и других ценностей. Также Пресненский суд в рамках дела Блиновской арестовал дополнительно 12 банковских счетов, четыре автомобиля, мотоцикл и снегоход. 16 августа 2023 года Мосгорсуд продлил Блиновской домашний арест до 26 октября 2023 года. На это время ей было запрещено пользоваться связью, в том числе через третьих лиц, а также покидать свой дом под Истрой.
22 января 2024 года Замоскворецкий районный суд города Москвы поместил Блиновскую в СИЗО до 26 апреля 2024 года за нарушение условий домашнего ареста, а именно — в связи с приглашением 23 декабря 2023 года на предновогоднюю вечеринку свидетеля по её делу.
24 апреля Мосгорсуд продлил на три месяца арест блогеру Елене Блиновской — до 26 июля.
31 мая 2024 года Блиновская подала в Арбитражный суд Москвы заявление о банкротстве.
24 июля 2024 года Мосгорсуд продлил на месяц срок ареста. 
1 августа 2024 года прокуратура утвердила обвинительное заключение.
16 января 2025 года Мосгорсуд продлил срок ареста Блиновской на три месяца — до 2 мая 2025 года.
3 марта 2025 года суд осудил Елену за неуплату налогов и приговорил к 5 годам колонии и штрафу в размере 1 миллиона рублей.

## Семья
Отец — Олег Останин, предприниматель, по образованию — ветеринарный врач; мать — бухгалтер. Младший брат — Александр Останин (род. 1982), предприниматель.
Муж — Алексей Блиновский (род. 1983), предприниматель. Обвиняется в уклонении от уплаты налогов и отмывании денежных средств в особо крупном размере. 28 июня 2024 года объявлен в розыск МВД России.
У пары четверо детей: Всеволод (род. 2009), близнецы Платон и Мирон (род. 2011), Аврора (род. 2020).

## В массовой культуре
В 2019 году на первом канале вышла комедия «Марафон желаний», рассказывающая историю девушки, стремящейся к своему счастью. По сюжету фильма тренер по личностному росту берется помочь девушке в исполнении её желаний. 
Блиновскую неоднократно упоминали в своих выступлениях различные юмористы и стендап-комики, в основном отсылки к Блиновской были связаны с её марафоном и шутки строились на абсурдности запросов у Вселенной.
После ареста Блиновской тональность упоминаний изменилась. В июне 2024 года Scally Milano и Uglystephan выпустили трек «Туда сюда миллионер», в котором есть строчка: «Я чувствую себя Блиновской: ни разу не платил налог».

## Фильмография
- 2019 — Марафон желаний — главная по исполнению желаний (также продюсер фильма)